# Махмудов, Эмин Джабраил оглы
Эми́н Джабраи́л оглы́ Махму́дов (азерб. Emin Cəbrayıl oğlu Mahmudov; 27 апреля 1992; с. Красносельское, Саатлинский район, Азербайджан) — азербайджанский и российский футболист, полузащитник клуба «Нефтчи» и сборной Азербайджана. Второй бомбардир в истории сборной Азербайджана.

## Карьера

### Клубная
Дебютировал в российской Премьер-лиге за «Сатурн» 24 апреля 2010 года в матче против московского «Динамо». Первый гол забил 20 ноября 2010 года (в 29-м туре чемпионата России) в ворота «Анжи».
15 января 2011 года Махмудов подписал контракт с московским «Спартаком». Сам футболист сказал:
С детства болел за „Спартак“. За красно-белых играл мой любимый футболист — Илья Цымбаларь. Уже тогда я вынашивал мечту надеть спартаковскую футболку. И вот она сбылась!
18 января 2011 года Эмин дебютировал в составе клуба в товарищеской игре с кишинёвской «Дачией».
3 марта 2011 года в 1/8 финала Кубка России против новосибирской «Сибири» Эмин дебютировал за «Спартак» в официальных матчах, в этой же игре он отдал голевую передачу, «Спартак» в этой игре одержал победу со счётом 2:0 и вышел в 1/4 финала. 14 марта 2011 года Махмудов появился в стартовом составе на поле в матче с «Ростовом», в той игре «Спартак» сенсационно проиграл со счётом 0:4. 25 февраля 2012 года был арендован клубом «Томь». По окончании сезона вернулся в стан красно-белых.
14 февраля 2013 года на правах аренды перешёл в самарские «Крылья Советов». 31 января 2014 года трансфер Махмудова был выкуплен «Крыльями Советов».
В трансферное окно сезона 2015/16 на правах аренды перешёл в клуб «Мордовия».
20 июля 2016 года подписал контракт с португальским клубом «Боавишта». В составе нового клуба Махмудов дебютировал лишь в конце ноября, выйдя на замену в матче против лиссабонского «Спортинга». А уже через месяц Эмин забил и первый в своей карьере «португальский» мяч — в ворота «Насьонала». Гол стал победным, «Боавишта» победила со счётом 2:0.
В 2017 году перешёл в азербайджанский «Нефтчи». В сезоне 2018/2019 Махмудов в составе «Нефтчи» стал серебряным призёром чемпионата Азербайджана, а в сезоне 2020/2021 выиграл трофей с командой.

### В сборной
Махмудов играл за сборные России до 18 и до 19 лет. Позже он вызывался в юношескую сборную Азербайджана.
8 февраля 2011 года появилась информация о том, что Эмин может быть вызван в сборную Азербайджана. Сам футболист, имея на руках паспорта России и Азербайджана, долго определялся, за какую сборную ему играть. 5 августа 2016 года Комитет по статусу игроков Международной федерации футбола разрешил Махмудову выступать за сборную Азербайджана.
4 сентября 2016 года состоялся дебют Эмина Махмудова за сборную Азербайджана в матче отборочного турнира чемпионата мира 2018 против сборной Сан-Марино.
До 2021 года забил за сборную всего один мяч. В 2021 году сыграл за сборную 12 матчей и забил 7 мячей, сразу войдя в топ-5 бомбардиров в истории сборной. 16 ноября 2023 года сделал дубль в ворота сборной Швеции в отборочном матче Чемпионата Европы 2024 (3:0), забив второй мяч ударом с центра поля. 11 июня 2024 года, в товарищеском матче против сборной Казахстана, Махмудов забил свой 14-й гол за Азербайджан, повторив рекорд Гурбана Гурбанова по забитым мячам за национальную команду.

## Статистика
| №  | Дата             | Оппонент          | Счёт | Голы | Пасы | Карточки | Минуты | Соревнование             |
| -- | ---------------- | ----------------- | ---- | ---- | ---- | -------- | ------ | ------------------------ |
| 1  | 4 сентября 2016  | Сан-Марино        | 1:0  | —    | —    | —        | 12'    | Отбор ЧМ-2018 (группа С) |
| 2  | 11 ноября 2016   | Северная Ирландия | 0:4  | —    | —    | 39'      | 70'    | Отбор ЧМ-2018 (группа С) |
| 3  | 23 марта 2018    | Беларусь          | 0:1  | —    | —    | —        | 23'    | Товарищеский матч        |
| 4  | 27 марта 2018    | Македония         | 1:1  | —    | —    | —        | 1'     | Товарищеский матч        |
| 5  | 29 мая 2018      | Кыргызстан        | 3:0  | —    | —    | —        | 67'    | Товарищеский матч        |
| 6  | 9 июня 2018      | Латвия            | 3:1  | 63′  | —    | —        | 90'    | Товарищеский матч        |
| 7  | 7 сентября 2018  | Косово            | 0:0  | —    | —    | —        | 66'    | Лига наций 2018/2019 (D) |
| 8  | 10 сентября 2018 | Мальта            | 1:1  | —    | —    | —        | 56'    | Лига наций 2018/2019 (D) |
| 9  | 11 октября 2018  | Фарерские острова | 3:0  | —    | —    | —        | 3'     | Лига наций 2018/2019 (D) |
| 10 | 21 марта 2019    | Хорватия          | 1:2  | —    | —    | —        | 18'    | Отбор ЧЕ-2020 (группа E) |
| 11 | 25 марта 2019    | Литва             | 0:0  | —    | —    | —        | 5'     | Товарищеский матч        |
| 12 | 11 июня 2019     | Словакия          | 1:5  | —    | —    | —        | 11'    | Отбор ЧЕ-2020 (группа E) |
| 13 | 9 сентября 2019  | Хорватия          | 1:1  | —    | —    | —        | 30'    | Отбор ЧЕ-2020 (группа E) |
| 14 | 9 октября 2019   | Бахрейн           | 3:2  | —    | —    | —        | 45'    | Товарищеский матч        |

## Достижения
«Крылья Советов»
- Победитель Первенства ФНЛ: 2014/2015

«Спартак» (Москва)
- Серебряный призёр чемпионата России: 2011/12

Сборная России (до 21)
- Обладатель Кубка Содружества: 2012, 2013

«Нефтчи» (Баку)
- Чемпион Азербайджана: 2020/21